# Ross Callachan
Ross Callachan (* 4. September 1993 in London) ist ein schottischer Fußballspieler.

## Karriere
Ross Callachan begann seine Karriere in der Jugend der Raith Rovers. Am 17. August 2011 gab er für den damaligen Zweitligisten sein Profidebüt gegen Partick Thistle, nachdem er für Iain Williamson eingewechselt worden war. Im März 2012 wurde er bis zum Ende der Saison zum unterklassigen Musselburgh Athletic verliehen.
Im August 2017 wechselte der Mittelfeldspieler zum Erstligisten Heart of Midlothian in die Scottish Premiership. Nach einer Saison wechselte er zum FC St. Johnstone. Im Januar 2020 wurde Callachan an den Zweitligisten FC Dundee verliehen. Im Mai 2020 endete die Leihe und sein Vertrag bei St. Johnstone wurde aufgelöst.